# Dunoon

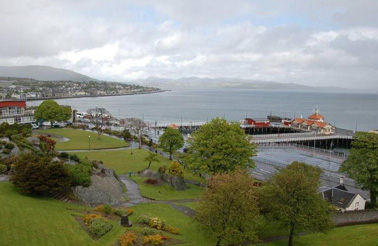

Dunoon (Dùn Omhain en gaélique écossais) est une station balnéaire située sur la péninsule de Cowal dans l'Argyll and Bute en Écosse. Elle est située sur le Firth of Clyde à côté du Holy Loch et à l'opposé de Gourock
La ville abrite lors du dernier week-end d'août le (en) Cowal Highland Gathering (connu aussi sous le nom de Cowal Games), des jeux annuels des Highlands et plus grande manifestation mondiale de sports écossais.
C'est le lieu de naissance de l'acteur écossais Sylvester McCoy, connu pour avoir incarné le Septième Docteur dans la série télévisée britannique Doctor Who.

## Source
- (en) Cet article est partiellement ou en totalité issu de l’article de Wikipédia en anglais intitulé « Dunoon » (voir la liste des auteurs).